# Siemens Inspiro
Inspiro est un matériel roulant pour le métro fabriqué par Siemens. 
Ce concept de véhicule de Siemens pour le métro a été présenté au public en 2010 au salon InnoTrans de Berlin. La plate-forme Inspiro comprend l'intégralité de la rame : de la carrosserie à l'aménagement intérieur en passant par l'équipement électrique.
Il est produit dans l'usine Siemens de Vienne à partir de 2012. Sa première mondiale a eu lieu le 19 septembre 2012 lors du salon InnoTrans.
Il a été mis en service à Varsovie le 12 janvier 2013
En 2013, pour les 150 ans du métro de Londres, le constructeur allemand Siemens a présenté la maquette du futur matériel Inspiro Tube lors d'une exposition qui y est consacrée. Cette maquette préfigure la probable automatisation du métro de Londres qui est prévue entre 2020 et 2035.

## Technique
Les carrosseries sont en aluminium léger. Chaque rame peut comporter de deux à huit voitures couplées. La version de base est conçue en six voitures avec intercirculation intégrale. Le moteur peut être adapté aux demandes du client.